# Pilar Fernández de la Mora
Pilar Fernández de Mora (Sevilla, 26 de marzo de 1867 - Madrid, 15 de agosto de 1929) fue una pianista y profesora de piano española.

## Trayectoria
Hizo los primeros estudios musicales con Oscar de la Cinna. Al año de recibir sus enseñanzas y cuando todavía no había cumplido los siete años de edad, se presentó al público en el Gran Teatro de Cádiz, siguiendo por las provincias andaluzas una tournée de conciertos, con éxitos tan grandes como los logrados en los dos iniciales.
En Madrid fue discípula de Juan María Guelbenzu, y tras escucharla el célebre Anton Rubinstein, durante uno de sus viajes por España, admirado por el talento de la pequeña concertista, le aconsejó continuar sus estudios en el Conservatorio de París y él mismo la presentó al entonces director de este centro, Ambroise Thomas. Tras hacer el examen de ingreso, quedó inscrita en la clase de Aglaé Masson Massart, recibiendo ocasionalmente algunas lecciones de Rubinstein cuando este visitaba París. A los catorce años ganó el Primer Premio del Conservatorio de París que le reportó un piano de cola y un premio en metálico llamado Papelin; siendo Fernández de la Mora la primera española que conquistaba tal galardón.
En aquel tiempo dio una serie de seis conciertos en la Sala Pleyel y otros en Londres con el insigne Pablo Sarasate (uno de estos ante la reina Victoria y los príncipes de Gales). Incansable, no obstante, en el perfeccionamiento de su técnica, todavía tuvo que ir a Alemania para trabajar durante una temporada con la artista Teresa Carreño, y después, durante un año, con el famoso Planté.
Teniendo una decidida vocación de docente, tras una breve tournée de conciertos por el extranjero y durante una de sus estancias en Madrid, consiguió en  oposición la plaza de profesora de piano en el Conservatorio de Madrid, consagrándose desde entonces casi por completo a su cátedra, a pesar de que como solista excepcional se le presentaba un futuro de grandes éxitos.
El 30 de marzo de 1896  dicha plaza le fue concedida por unanimidad siendo así la primera mujer profesora numeraria de la Escuela  Nacional de Música y Declamación.  También fue responsable de la Sección de Música de la Sociedad ‘Fomento de las Artes’, una institución privada para la educación de adultos de carácter reformista.
Como intérprete, fue reconocida por los principales nombres de la crítica musical especializada como una de las grandes figuras musicales españolas de la primera mitad del siglo XX. Actuó en conciertos en el Palacio Real de Madrid junto con Sarasate, Antonio Fernández Bordas, Ruiz de Tejada y otros artistas eminentes.
De su aula salieron artistas notables como José Cubiles Ramos, Elisa Tovara, Mourille, y Julián Bautista entre otros.

## Obra
Es autora de diferentes trabajos didácticos, destacando entre ellos, la transcripción de uno de los más difíciles estudios de Chopin,  versión en notas dobles del Estudio en fa menor [op.10, núm.9? op. 25 núm.2?]
Escribió una colección de ejercicios titulada Una hora de mecanismo, publicada por la Sociedad Didáctico Musical.
También puso música a textos poéticos, como fueron tres poemas del libro Caritat de Jacinto Verdaguer.

## Reconocimientos
En Francia, fue Oficial de Academia y Oficial de Instrucción pública; en España se le concedió la Cruz de Alfonso X el Sabio; también fue socia de honor y mérito de varias corporaciones y sociedades y fundadora del Premio Mora por la Academia de Santa Cecília de Cádiz.